# Berlinski zračni most
Berlinski zračni most je bil ukrep, ki sta ga sprejeli vladi ZDA in Združenega kraljestva v odgovor na sovjetsko zaporo Berlina.
Junija 1948 so ZDA, Združeno kraljestvo in Francija objavile spremembo valute v svojih okupacijskih conah v Nemčiji. Sovjetska zveza, ki se je bala, da je to uvod v združitev con, se je maščevala z zaprtjem vseh kopenskih in vodnih poti, ki so iz zahodnih con vodile v Berlin. Zahodni zavezniki so svoje dele Berlina začeli oskrbovati s tovornimi letali, in to s hrano, kurjavo in z ostalimi življenjskimi potrebščinami. Zračni most je bil vzpostavljen do maja 1949, ko so Rusi ponovno odprli poti po kopnem. Zapora je potrdila razdelitev Berlina in Nemčije na dve upravni enoti.